# 伊特靈河

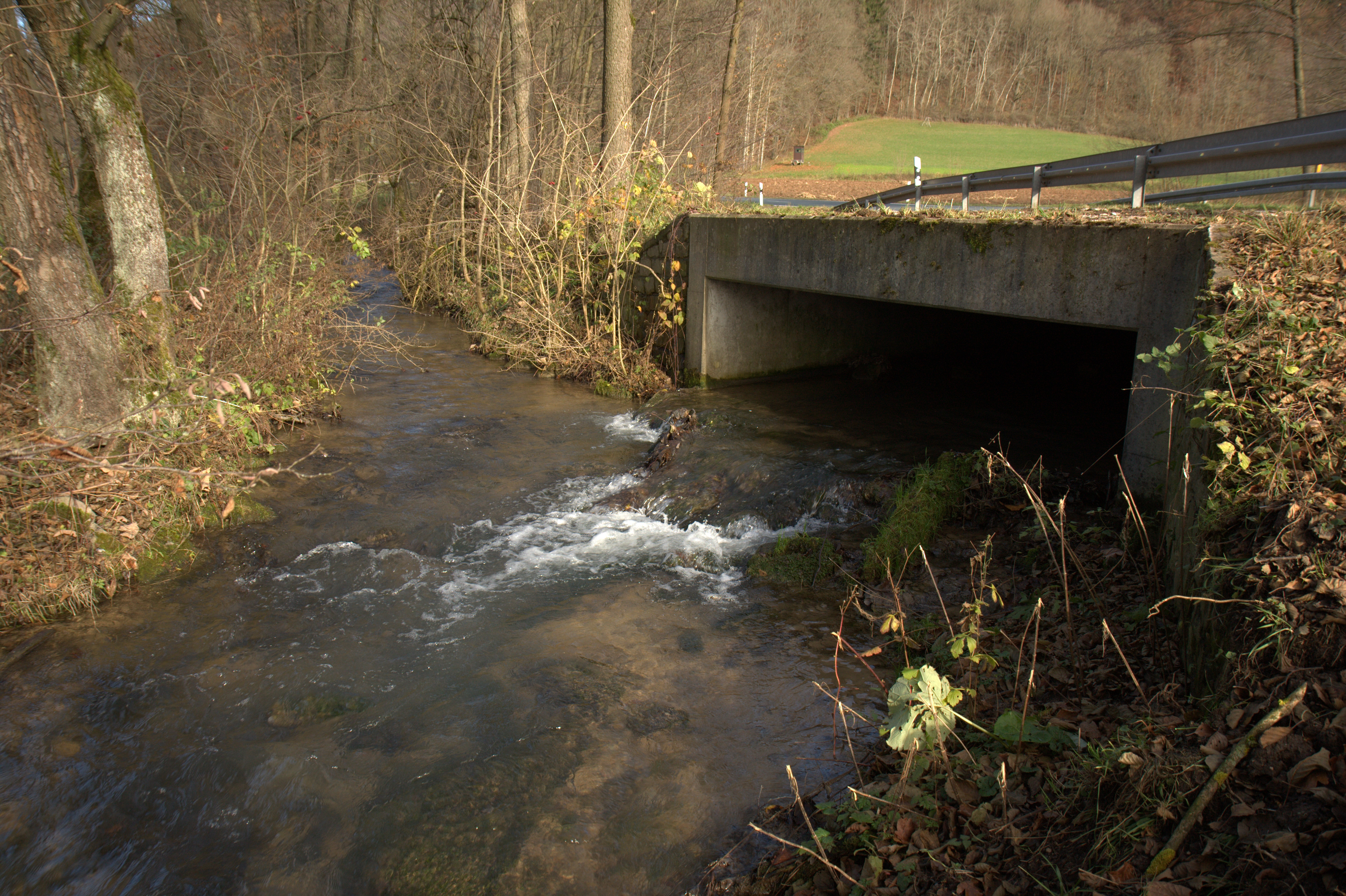

伊特靈河（德語：Ittlinger Bach）是德國巴伐利亞州的河流，位於該國東南部，屬於施奈塔赫河的左支流，河道全長2.6公里，流域面積12.4平方公里。